# Muziekfilosofie
Muziekfilosofie is de studie van fundamentele vragen over muziek. De filosofische studie van muziek heeft vele relaties met filosofische vragen in de metafysica en esthetiek.
Enkele fundamentele vragen in de muziekfilosofie zijn:
- Wat is de definitie van muziek? (wat zijn de noodzakelijk en voldoende condities om iets als een muziekstuk te classificeren?)
- Wat is de relatie tussen muziek en geest?
- Wat leert de muzikale geschiedenis ons over de wereld?
- Wat is de relatie tussen muziek en emoties?
- Wat is muzikale betekenis?

## Filosofische kwesties

### Definitie van muziek
Een bekende definitie van muziek is "georganiseerd geluid". Echter, deze definitie is behoorlijk onbevredigend aangezien zij te breed is; er zijn vele soorten van georganiseerd geluid die normaliter niet als muziek beschouwd worden, zoals menselijke spraak of het rinkelen van een telefoon. Andere definities, zoals het door sommige vroege filosofen gesuggereerde muziek als "georganiseerde tonen", zijn te nauw, omdat er vele vormen van muziek zijn die geen toonladder gebruiken. Percussieve muziek en atonale muziek zijn hiervan goede voorbeelden.
Er zijn vele verschillende wijzen waarop de fundamentele eigenschappen van muziek gedenoteerd kunnen worden, die zich uitstrekken voorbij tonen: populaire aspecten zijn melodie, harmonie en ritme. Echter, Musique concrète bestaat vaak alleen uit geluidsfragmenten van niet-muzikale aard, soms in willekeurige juxtaposities. Ambiente muziek kan vaak louter bestaan uit opnamen van natuurlijke geluiden. De komst van deze avant-gardistische vormen van muziek in de twintigste eeuw zijn grensverleggend geweest in contrast met de traditionele opvattingen over muziek en hebben geleid tot bredere definities.
Sommige mensen achten deze vormen adequater gecategoriseerd onder de bredere noemer "geluidskunst". Een vooraanstaand figuur in de ontwikkeling van avant-garde muziek in de twintigste eeuw was John Cage. Zijn werk 4'33" is een centrale hindernis voor iedere definitie van muziek. In deze compositie zit een pianist vier minuten en drieëndertig seconden lang op het podium, zonder geluid te produceren. Cage bedoeling was dat het werk niet voortgebracht zou worden door de kunstenaar, maar door de omgeving rond de kunstenaar. Immers, er zijn altijd en overal geluiden rond ons en geen enkele concertzaal is perfect geluidloos. John Cage geloofde dat ieder geluid beschouwd kon worden als muziek en dit idee is gerepresenteerd in vele van zijn werken.
Een andere mogelijke definitie is om muziek als 'communicatiemiddel' te zien. Zie in dit verband ook het lemma musicologie.

### Absolute muziek vs programmatische muziek
"Absolute muziek" refereert aan muziek die nergens over gaat en niets representeert. "Programmatische muziek" daarentegen, is erop gericht buiten-muzikale ideeën of beelden in de geest van de luisteraar op te wekken door muzikaal een scène, beeld of stemming te representeren. Aangezien absolute muziek geen externe betekenis kan hebben, moet de betekenis slechts afgeleid worden uit de essentie van de muziek zelf.
Er is een discussie over de betekenis waarin absolute muziek werkelijk kan bestaan en of alle muziek eigenlijk in essentie "programmatisch" is, bedoeld of onbedoeld. Er was een intense discussie over dit onderwerp tijdens de late Romantiek, waar de meerderheid van de tegenstand tegen absolute instrumentale muziek kwam van Richard Wagner, Friedrich Nietzsche en Georg Wilhelm Friedrich Hegel.
Wagners werken waren hoofdzakelijk programmatisch en gebruikten vaak vocalisatie; hij schreef: "Waar muziek niet verder kan gaan, daar komt het woord... het woord staat hoger dan de toon." Nietzsche schreef vele commentaren waarin hij het werk van Wagner loofde en was amateur-componist. Overigens nam hij later, om andere redenen, afstand van Wagner en zijn werk, getuige zijn werk Der Fall Wagner.
Hegel schreef: "Instrumentale muziek is eigenlijk helemaal geen muziek". Andere romantische filosofen en voorstanders van absolute muziek, zoals Johann Wolfgang von Goethe zag muziek niet alleen als een subjectieve menselijke "taal", maar als een absoluut transcendent middel om een hoger rijk te bereiken. Sommigen gaven uitdrukking aan een spirituele relatie met muziek.
In het vierde deel van zijn hoofdwerk, Die Welt als Wille und Vorstellung (1819) schreef Arthur Schopenhauer: "muziek is het antwoord op het mysterie van het leven. Als de meest diepzinnige van alle kunsten, drukt het de diepste gedachten van het leven uit."

### Betekenis en doel
Er is veel discussie over de vraag, hoe muziek betekenis krijgt. Muziek wordt door verschillende luisteraars op verschillende wijzen geïnterpreteerd, maar er zijn veel algemene emotionele eigenschappen. Een centrale vraag is hoeveel van deze eigenschappen direct van de muziek komen en hoeveel door culturele associatie.
In de neurobiologie, de evolutionistische psychologie en de etnomusicologie is een gestage ontwikkeling gaande, die kan leiden tot beantwoording van deze en gerelateerde vragen. Mogelijk associëren mensen bepaalde geluiden met bepaalde emoties op grond van culturele conditionering, maar sommige fundamentele geluidstypen zijn waarschijnlijk van nature aangenaam of onaangenaam.
Ook wordt de vraag onderzocht, waarom muziek überhaupt ontwikkeld wordt. De eerst pogingen om muziek in een evolutionistisch paradigma te begrijpen werden door Charles Darwin ondernomen, die in The Descent of Man schreef: "Muzikale noten en ritmen werden voor het eerst verworven door de mannelijke en vrouwelijke voorgangers van de mensheid ten behoeve van het charmeren van het andere geslacht."
Er wordt onderzoek verricht naar de evolutie van muziek, waarin indicaties zijn gevonden die Darwins hypothese ondersteunen en aanwijzingen die suggereren dat muziek in vroege culturen een middel was tot sociale organisatie en communicatie. Enkele vooraanstaande evolutionistische psychologen beweren dat muziek in het geheel geen aanpassingsfunctie heeft, maar simpelweg dient, zoals de psycholoog Steven Pinker schreef, om "de gevoelige plekken te kietelen" in delen van de hersenen die ontwikkeld zijn voor andere doeleinden. In zijn werk How The Mind Works uit 1997 omschreef Pinker muziek als een "auditieve lekkernij"; veel musicologen en psychologen vinden deze kwalificatie provocerend.

### Muziekesthetica
De studie van muziek ontwikkelt zich rond de centrale vraag: "Wat maakt muziek aangenaam om naar te luisteren?". Opvattingen over wat "goede muziek" is zijn door de tijd heen fundamenteel gewijzigd, parallel aan de opkomst van nieuwe muziekvormen. Dit feit toont de culturele afhankelijkheid van het vermogen van een persoon om muziek te interpreteren en te waarderen.
Van belang is het verschil tussen kunstmuziek en populaire muziek. Populaire muziek is muziek die door een groot publiek toegankelijk wordt bevonden en dus in zeer grote mate afhankelijk is van cultuur en tijdgeest. Kunstmuziek is muziek die is gecultiveerd door relatief kleine groepen en uitgevoerd en bestudeerd moet worden om op waarde geschat te kunnen worden.